# John Tradescant, o Velho
John Tradescant, o Velho (c. década de 1570 – 15–16 de abril de 1638), pai de John Tradescant, o Jovem, foi um naturalista, jardineiro, colecionador e viajante inglês. Em 18 de junho de 1607, casou-se com Elizabeth Day de Meopham em Kent, Inglaterra. Ela havia sido batizada em 22 de agosto de 1586 e era filha de Jeames Day, também de Meopham.

## Legado
A coleção de Tradescant, que foi significativamente ampliada pelo filho de Tradescant, John Tradescant, o Jovem, foi posteriormente doada à Universidade de Oxford por Elias Ashmole. Foi combinado com uma coleção universitária mais antiga para se tornar o Museu Ashmolean, inaugurado em 1683.
Um gênero de plantas com flores (Tradescantia) foi nomeado em homenagem aos dois homens por Lineu em 1752.
Tradescant Road, perto de South Lambeth Road em Vauxhall, marca o antigo limite da propriedade de Tradescant.